# Тури клептократії
«Клептократичний тур» означає тур містами, де фінансові потоки від клептократів використовуються для купівлі житла як засобу відмивання грошей.
Концепція була заснована активістами боротьби з корупцією, розпочата в Лондоні в лютому 2016 року і була створена за зразком "турів типу Беверлі-Хіллз по домівках зірок". Перший тур був зосереджений на об’єктах, що належать російським, українським і казахстанським клептоолігархам, що відповідає оригінальній сфері знань та знань засновників. Тур отримав широке висвітлення в пресі і викликав великий інтерес до наступних турів у Лондоні та за кордоном.
Тури почалися на початку лютого 2016 року після того, як була відхилена кампанія щодо публічного реєстру кінцевих бенефіціарних власників офшорних компаній Лондона. Вони організовані агітаційною групою «ClampK», яка висвітлює як місцеві економічні викривлення, спричинені цими притоками капіталу, так і неявну корупцію, яку передбачає сприяння цьому відмиванню грошей іноземними клептократами. Тур планується розширити в Маямі та Нью-Йорку.